# غل أباد (سراب)
غل‌ أباد هي قرية في مقاطعة سراب، إيران. عدد سكان هذه القرية هو 329 في سنة 2006.